# Oszvald
Az Oszvald germán eredetű férfinév, jelentése: istenség + uralkodó, tevékeny.  Női párja: Oszvalda.

## Rokon nevek
- Ozsvát:[1] az Oszvald régi magyar formája.[2]

## Gyakorisága
Az 1990-es években az Oszvald és az Ozsvát szórványos név, a 2000-es években nem szerepelnek a 100 leggyakoribb férfinév között.

## Névnapok
Oszvald, Ozsvát
- február 19.[2]
- február 28.,[2] szökőévben február 29.
- augusztus 5.[2]

## Híres Oszvaldok, Ozsvátok
- Northumberlandi szent Ozsvát (604 k.– 642 k.) keresztény király, aki a pogányok elleni harcban esett el (arcképét 19. századi tévedés alapján Szilágyi Erzsébet (kormányzóné) képeként terjesztik a Világhálón)
- Worcesteri szent Ozsvát (? – 992) York érseke